# Neoechinorhynchus
Neoechinorhynchus är ett släkte av hakmaskar som beskrevs av Hamann, in Stiles och Arthur Hill Hassall 1905. Neoechinorhynchus ingår i familjen Neoechinorhynchidae.
Släktet Neoechinorhynchus indelas i:
- Neoechinorhynchus acanthuri
- Neoechinorhynchus afghanus
- Neoechinorhynchus africanus
- Neoechinorhynchus agilis
- Neoechinorhynchus aldrichettae
- Neoechinorhynchus armenicus
- Neoechinorhynchus australis
- Neoechinorhynchus bangoni
- Neoechinorhynchus buttnerae
- Neoechinorhynchus carassii
- Neoechinorhynchus carpiodi
- Neoechinorhynchus chelonos
- Neoechinorhynchus chilkaense
- Neoechinorhynchus chrysemydis
- Neoechinorhynchus cirrhinae
- Neoechinorhynchus coiliae
- Neoechinorhynchus constrictus
- Neoechinorhynchus crassus
- Neoechinorhynchus cristatus
- Neoechinorhynchus curemai
- Neoechinorhynchus cyanophyctis
- Neoechinorhynchus cylindratus
- Neoechinorhynchus devdevi
- Neoechinorhynchus distractus
- Neoechinorhynchus doryphorus
- Neoechinorhynchus elongatum
- Neoechinorhynchus emydis
- Neoechinorhynchus emyditoides
- Neoechinorhynchus formosanus
- Neoechinorhynchus golvani
- Neoechinorhynchus hutchinsoni
- Neoechinorhynchus ichthyobori
- Neoechinorhynchus johnii
- Neoechinorhynchus karachiensis
- Neoechinorhynchus limi
- Neoechinorhynchus logilemniscus
- Neoechinorhynchus longissimus
- Neoechinorhynchus macronucleatus
- Neoechinorhynchus magnapapillatus
- Neoechinorhynchus magnus
- Neoechinorhynchus manasbalensis
- Neoechinorhynchus nematalosi
- Neoechinorhynchus nigeriensis
- Neoechinorhynchus notemigoni
- Neoechinorhynchus octonucleatus
- Neoechinorhynchus oreini
- Neoechinorhynchus ovale
- Neoechinorhynchus paraguayensis
- Neoechinorhynchus paucihamatum
- Neoechinorhynchus prochilodorum
- Neoechinorhynchus prolixoides
- Neoechinorhynchus prolixus
- Neoechinorhynchus pseudemydis
- Neoechinorhynchus pterodoridis
- Neoechinorhynchus pungitius
- Neoechinorhynchus quinghaiensis
- Neoechinorhynchus rigidus
- Neoechinorhynchus roonwali
- Neoechinorhynchus roseum
- Neoechinorhynchus rutili
- Neoechinorhynchus saginatus
- Neoechinorhynchus salmonis
- Neoechinorhynchus satori
- Neoechinorhynchus simansularis
- Neoechinorhynchus strigosus
- Neoechinorhynchus stunkardi
- Neoechinorhynchus tenellus
- Neoechinorhynchus topseyi
- Neoechinorhynchus tsintaoense
- Neoechinorhynchus tumidus
- Neoechinorhynchus tylosuri
- Neoechinorhynchus venustus
- Neoechinorhynchus wuyiensis
- Neoechinorhynchus yalei
- Neoechinorhynchus zacconis